# Coco Chanel & Igor Stravinsky
Coco Chanel  & Igor Stravinsky é um filme nipo-helvético-francês de 2009, dirigido por Jan Kounen. 
Coco Chanel, devotada a seu trabalho e apaixonada pelo charmoso e bem sucedido Arthur Boy Capel, comparece ao Théâtre des Champs-Élysées, onde Igor Stravinsky mostra pela primeira vez o seu terceiro bailado "A Sagração da Primavera". Ela se encanta pela música, mas o público vaia a obra considerando-a revolucionária e moderna demais para seu tempo não deixando sequer a obra terminar e originando uma sessão de pancadaria geral.
Sete anos mais tarde, Coco e Igor se reencontram em situações opostas. Ela agora é uma estilista famosa, rica e respeitada, e vive a dor da morte de Boy, enquanto ele vive em exílio na França após a Revolução Russa. A atração entre os dois é imediata. Coco o convida para se hospedar em sua casa de campo para compor; Igor aceita e muda-se com a mulher e filhos. Um intenso romance então se inicia entre os dois artistas na fase mais criativa de suas carreiras.